# Griffner See
Der Griffner See ist ein Moorsee südlich Griffens im Kärntner Jauntal. Er liegt im Verlauf des Grafenbaches zwischen den Mündungen des Tscherniglaubaches und des Gletschachbaches.
Der See hat eine offene Fläche von 2,6 ha, einschließlich Schilfgürtel und anderen Feuchtlebensräumen hat der Biotop jedoch eine Fläche von 28 ha.

## Belege
1. ↑  Na skali ob Doberdobskem jezeru Handkejevi verzi in pozdrav. In: primorski.eu. Abgerufen am 23. Januar 2023.
2. 1 2  Griffner See Wasserbuch.at. In: wasserbuch.grundbuchauszug.co.at. Archiviert vom Original (nicht mehr online verfügbar) am 23. Januar 2023; abgerufen am 23. Januar 2023.  Info: Der Archivlink wurde automatisch eingesetzt und noch nicht geprüft. Bitte prüfe Original- und Archivlink gemäß Anleitung und entferne dann diesen Hinweis.
3. ↑  Flächenverzeichnis der österreichischen Flussgebiete. Draugebiet. In: Bundesministerium für Land- und Forstwirtschaft, Umwelt und Wasserwirtschaft (Hrsg.): Beiträge zur Hydrographie Österreichs. Heft Nr. 59. Wien 2011, S. 88 (bmlrt.gv.at [PDF; 3,6 MB] Abschnitt Grafenbach).
4. ↑  Christian Wieser, Christian Komposch, Klaus Krainer, Johann Wagner: 6. GEO-Tag der Artenvielfalt Griffner Schlossberg und Griffner See, Kärnten 11./12. Juni 2004. In: Carinthia II. Jahrgang 194/114, 2004, S. 539 (zobodat.at [PDF; abgerufen am 23. Januar 2023]).